# Malo Butjino
Malo Butjino (bulgariska: Мало Бучино) är ett distrikt i Bulgarien.   Det ligger i kommunen Stolitjna Obsjtina och regionen Sofija-grad, i den västra delen av landet, 13 km väster om huvudstaden Sofia.
Runt Malo Butjino är det i huvudsak tätbebyggt. Runt Malo Butjino är det tätbefolkat, med 849 invånare per kvadratkilometer.